# Kieron McQuaid
Kieron McQuaid (nascido em 17 de novembro de 1950) é um ex-ciclista irlandês que competiu no ciclismo nos Jogos Olímpicos de Verão de 1972, representando a Irlanda.